# En ädel död
En ädel död (originaltitel "A noble radiance") är en kriminalroman från 2004 av Donna Leon.
"En ädel död" börjar på landsbygden utanför Venedig. En man på en traktor plöjer upp kvarlevorna efter en människa. Den döde visar sig vara den ett par år tidigare kidnappade sonen till en venetiansk adelsfamilj. Rättsläkarens rapport visar att den unge mannen inte avled på naturlig väg utan att han mördades, och eftersom han härstammade från Venedig får kommissarie Guido Brunetti mordfallet på sitt bord.